# Piero Fantastichini
Pietro Fantastichini, meglio noto come Piero (Roma, 12 maggio 1949), è uno scultore e pittore italiano.

## Biografia
Dopo aver passato la prima infanzia nel cuore della Roma barocca, si trasferisce al seguito della famiglia a Fiuggi, dove il padre era al comando della locale stazione dei Carabinieri, e sino al 1961 si forma presso il collegio dei Frati Cistercensi di Casamari.
È in questo periodo che inizia a dipingere e a misurarsi per la prima volta con il disegno a mano libera e con la tecnica del collage. 
Dal 1961 al 1967 frequenta il liceo Artistico di Frosinone dove è allievo del Maestro Piero Guccione.
Ottenuto il diploma, dopo aver viaggiato in Europa tra il 1967 e il 1969, ed esser venuto a contatto con le realtà artistiche contemporanee ad Amsterdam, Londra e Parigi, decide di dedicare la sua vita alla ricerca e realizzazione artistica.
Già in questi anni realizza una serie di disegni e quadri ad olio caratterizzati da un'impronta personale che si evidenzia attraverso il tratto accurato e i fondi chiari, dando una prima forma ad un originale linguaggio che reinterpreta, incrociandoli, classico e barocco.
Questi lavori vengono esposti per la prima volta a Fiuggi e poi alla Canaletto Gallery di Londra.
Nel 1994 ha tenuto un'importante mostra personale al Palazzo Schwarzenberg di Praga dove presenta, tra l'altro, alcune sculture di grandi dimensioni, tra le quali spiccano "Il cavallo di Piero" e gli "Iconi", oltre alla maggiore produzione pittorica degli anni precedenti incluso il "Cristo" e "La battaglia".
Trasferitosi nel sud della Francia vive prima a Bonson e poi a Nizza ove apre un atelier presso il Musée d'art moderne et d'art contemporain.
In questo periodo inizia la sperimentazione digitale che lo conduce ad esplorare nuovi territori dell'espressione artistica e della comunicazione guadagnandosi l'attenzione della critica anche non specialistica e, in particolare, di quella dell'esperto di comunicazione Derrick De Kerckhove.
La sua produzione più recente è orientata all'approfondimento dei rapporti tra arte e tecnologia. 
Nello specifico, il lavoro di Fantastichini consiste nell'occultamento di particolari all'interno dell'opera per mezzo di Tag e RFID, intercettabili da dispositivi dotati della medesima tecnologia (cellulari, supporti bluetooth, ecc.). 
L'utilizzo dei mezzi più all'avanguardia della ricerca scientifica consente all'artista di dotare il quadro in una quarta dimensione attraverso cui sviluppare le prospettive dell'interazione tra l'opera e lo spettatore. L'interlocutore ha quindi la possibilità di penetrare le trame del quadro alla ricerca dei segni e dei dettagli mimetizzati tra le fitte tessiture dell'opera.

### Vita privata
È il fratello maggiore dell'attore Ennio Fantastichini.